# Tetra Tech
Tetra Tech, Inc. (NASDAQ: TTEK

) er en amerikansk konsulent- og ingeniørvirksomhed, der er baseret i Pasadena, Californien. De tilbyder konsulentydelser, ingeniørvidenskab, projektstyring og byggestyring indenfor infrastruktur, miljø, vand, energi og international udvikling. De har 21.000 ansatte og omsætter for 3 mia. US $.
Tetra Tech, Inc. blev etableret i 1966 som Water Management Group of Tetra Tech Inc..